# Сиань (Муданьцзян)
Сиа́нь (кит. упр. 西安, пиньинь Xī'ān, буквально: «Западное спокойствие») — район городского подчинения городского округа Муданьцзян провинции Хэйлунцзян (КНР).

## История
Когда в 1937 году был создан город Муданьцзян, то эта территория была разделена между его Южным (南区), Западным (西区) и Центральным (中区) районами. После Второй мировой войны в 1946 году на этой территории был образован район Сиань. В сентябре 1948 года к нему был присоединён район Чанъань (长安区). В 1952 году район Сиань был переименован в Район № 3.
В 1956 году деление города на районы было ликвидировано вообще, в 1958 году район Сиань был восстановлен. В 1960 году район Сиань был преобразован в народную коммуну «Сиань» (西安人民公社). В октябре 1970 года вместо коммун опять были созданы районы, и здесь был образован район Сяньфэн (先锋区). В 1980 году району Сяньфэн было возвращено название Сиань.

## Административное деление
Район Сиань делится на 6 уличных комитетов, 1 посёлок и 1 волостей.
| № | Название | Название (кит.) | Статус          | Население чел. (2010) | На карте                         |
| - | -------- | --------------- | --------------- | --------------------- | -------------------------------- |
| 1 | Яньцзян  | 沿江街道办事处  | уличный комитет | 54.108                | 44°34′25″ с. ш. 129°35′58″ в. д. |
| 2 | Лисинь   | 立新街道办事处  | уличный комитет | 47.534                | 44°34′25″ с. ш. 129°35′58″ в. д. |
| 3 | Вэньчунь | 温春镇          | поселок         | 44.236                | 44°26′01″ с. ш. 129°29′11″ в. д. |
| 4 | Хоцзюй   | 火炬街道办事处  | уличный комитет | 38.006                | 44°34′25″ с. ш. 129°35′58″ в. д. |
| 5 | Сяньфэн  | 先锋街道办事处  | уличный комитет | 30.968                | 44°34′25″ с. ш. 129°35′58″ в. д. |
| 6 | Хайнань  | 海南朝鲜族乡    | волость         | 15.274                | 44°33′58″ с. ш. 129°29′26″ в. д. |
| 7 | Цзянбинь | 江滨街道办事处  | уличный комитет | 10.374                | 44°34′25″ с. ш. 129°35′58″ в. д. |
| 8 | Мудань   | 牡丹街道办事处  | уличный комитет | 8.991                 | 44°34′25″ с. ш. 129°35′58″ в. д. |